# Crkva sv. Petra na Kamenu i arheološko nalazište
Crkva sv. Petra na Kamenu i arheološko nalazište su zaštićeno kulturno dobro na Kamenu kod Splita.

## Opis
Sagrađeni su od 13. do 17. stoljeća. 
Arheološko nalazište i crkva sv. Petra na Kamenu nalaze se na predjelu Brižine ispod naselja Kamen na istočnoj granici grada Splita. Crkva je jednobrodna romanička građevina s apsidom na istočnoj strani sagrađena krajem XII. ili početkom XIII. st. Prvi put se spominje 1227. g. kao S. Petrus in Bade, a u XVII. st. je pregrađena. Lađa je nekad bila presvođena, a danas ima drveno krovište, dok je apsida presvođena polukupolom. Lađa je pokrivena utorenim crijepom, a apsida kamenim pločama. Na nadvratniku glavnog ulaza je uz Kristov monogram uklesana godina 1675. Iznad vrata je kamena rozeta, a na vrhu pročelja kameni križ.

## Zaštita
Pod oznakom Z-5172 zavedeni su kao nepokretno kulturno dobro - pojedinačno, pravna statusa zaštićena kulturnog dobra, klasificiranog kao sakralna graditeljska baština.